# Drosophila dilacerata
Drosophila dilacerata este o specie de muște din genul Drosophila, familia Drosophilidae, descrisă de Becker în anul 1919.
Este endemică în Ecuador. Conform Catalogue of Life specia Drosophila dilacerata nu are subspecii cunoscute.